# 石鎮衡
石 鎮衡（ソク・ジンヒョン、1877年10月-1946年）は、大韓帝国・日本統治時代の朝鮮の法学者、政治家、官僚。全羅南道・忠清南道知事。正四位勲三等。本貫は忠州石氏。

## 略歴
朝鮮王国京畿道に生まれる。日本に留学し、1902年に和仏法律学校（現・法政大学）を卒業する。卒業後、朝鮮に帰国し、法官養成所・京城専修学校などで法律学の教官に就任する。
1906年、梅謙次郎の韓国政府法律顧問への就任にともない、その通訳及び不動産法調査会の調査委員に就任する。
韓国併合後は全羅南道参与官などを経て、1924年に忠清南道知事（-1926年）、1926年に全羅南道知事（-1929年）に就任し、1929年に退官する。
その後、東洋拓殖監事、北鮮酒造社長などを歴任した。　

## 韓国での評価
2007年、韓国大統領直属機関の親日反民族行為真相糾明委員会は、朝鮮総督府の諮問機関だった中枢院の幹部や巡査、報道関係者を含めた「親日反民族行為」の第2期3次調査対象者110人を確定したと明らかにしたが、その調査対象者に金應善、李載覚、金時権などとともに石鎮衡の名前も上がった。

## 著書
- 『債權法 第一部』
- 『平時国際公法』